# 중종대왕 태봉
중종대왕 태봉(中宗大王 胎峰)은 대한민국 경기도 가평군 가평읍 상색리에 있는, 조선조 11대 임금인 중종(1506~1544)의 태(胎)를 모신 곳이다. 1986년 6월 19일 가평군의 향토문화재 제6호로 지정되었다.

## 개요
중종대왕태봉(中宗大王胎封)은조선조 11대 임금인 중종(1506~1544)의 태(胎)를 모신 곳으로 조선시대 태봉의 구조를 학습할 수 있는 귀중한 유적이다.
이 태봉이 발견된 경위는, 1982년 12월 산주인이 장례를 치르기 위해 작업을 하던 중 태(胎)를 봉안했던 돌항아리로 지름 100cm, 높이 120cm인 태항아리가 출토됨으로써 이곳이 태봉이었음을 알게되었다. 부근에는 파손된 거북비석을 비롯하여 난간석 등이 흩어져 있었는데, 이는 일제침략기 일본인들의 도굴로 인하여 파손되고 방치되었던 것이다. 출토 뒤에 한동안 상색초등학교로 옮겨 전시·보관하였다가 1986년 향토유적으로 지정되면서 1987년 오늘과 같은 모습을 갖추게 되었다.
태봉은 중앙에 태실비를 보수하여 세웠는데 머리가 없어진 거북돌과 가운데를 보수하여 이어 붙인 빗몸돌, 새(新) 돌로 만들어 덧붙인 받침돌로 구성되어 있다.
『신증동국여지승람』11권 가평현조(加平縣條)에 의하면 1507년(중종 2년)에 중종의 어태(御胎)를 안치하고 나서 가평현을 가평군으로 승격시켰다고 하였으니 1492년(성종 23년)에 어느 곳인가에 태를 봉안했던 것을 1507년에 현재의 자리로 옮겨 봉안하고 새로 임금의 품격에 맞게 태실을 조성하였음을 알 수 있다.

## 현지 안내문
중종대왕태봉
- 中宗大王 胎峰 가평군 향토문화재 제6호

왕실에 왕자나 공주가 태어났을 대 그 태를 봉인한 함을 태실이라 한다. 그리고 이 함을 묻은 곳을 태봉이라 한다. 중종대왕태봉은 조선시대 제11대 임금인 중종의 태(즉 탯줄)를 모신 곳으로, 처음에는 다른 곳에서 보관하던 중종의 태를 중종임금이 왕위에 오르자 이듬해인 1507년 현재 중종대왕 태봉의 자리에 돌방을 두어 임금의 품격에 맞게 그 규모와 위치를 정하여 새로 만들었다.
안타깝게도, 일제강점기에 전국 각지에 흩어져 있는 태봉 태실들의 관리가 어렵다는 이유로 고양시 서삼릉 구역으로 옮겼다. 중종임금의 태실도 이때 파손되어 방치되어오다 1982년 산주인이 장례를 치르기 위해 작업을 하던 중 중종대왕의 태실이 발견되어 1987년 오늘과 같은 모습으로 복원되었다.
중앙에 지름 100cm, 높이 150cm인 돌항아리가 있고 주위를 난간석이 두르고 있다. 그 앞으로 머리가 없어진 거북돌과 가운데를 보수하여 이어 붙인 빗몸돌, 파손된 난간석 등이 있다.
신증동국여지승림에 따르면, 중종 2년 중종의 어태를 안치하고 나서 가평현을 가평군으로 승격시켰다는 기록이 있어 조선시대 가평군을 이해하는데 매우 중요한 유적으로 평가받고 있다.

## 사진

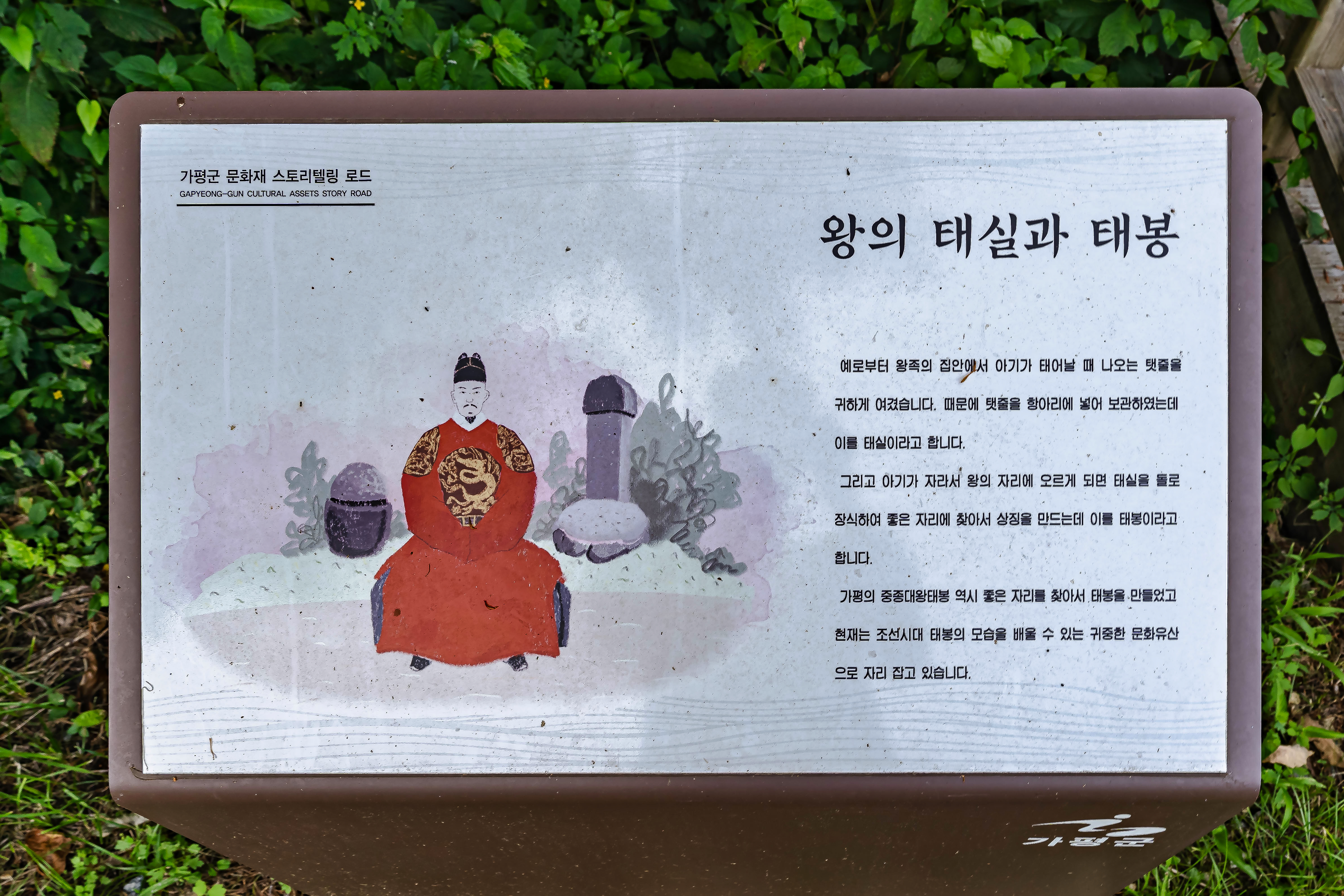
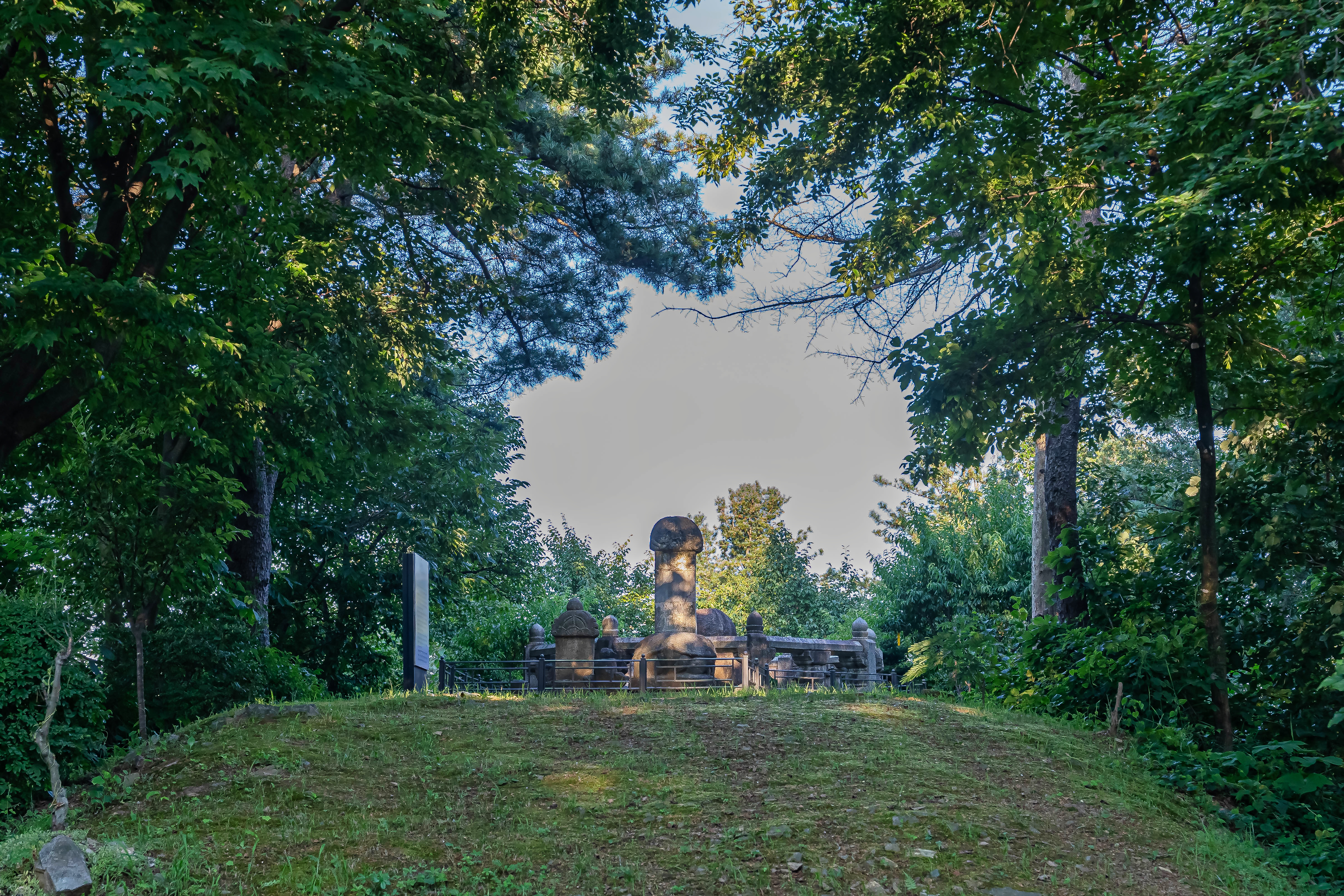
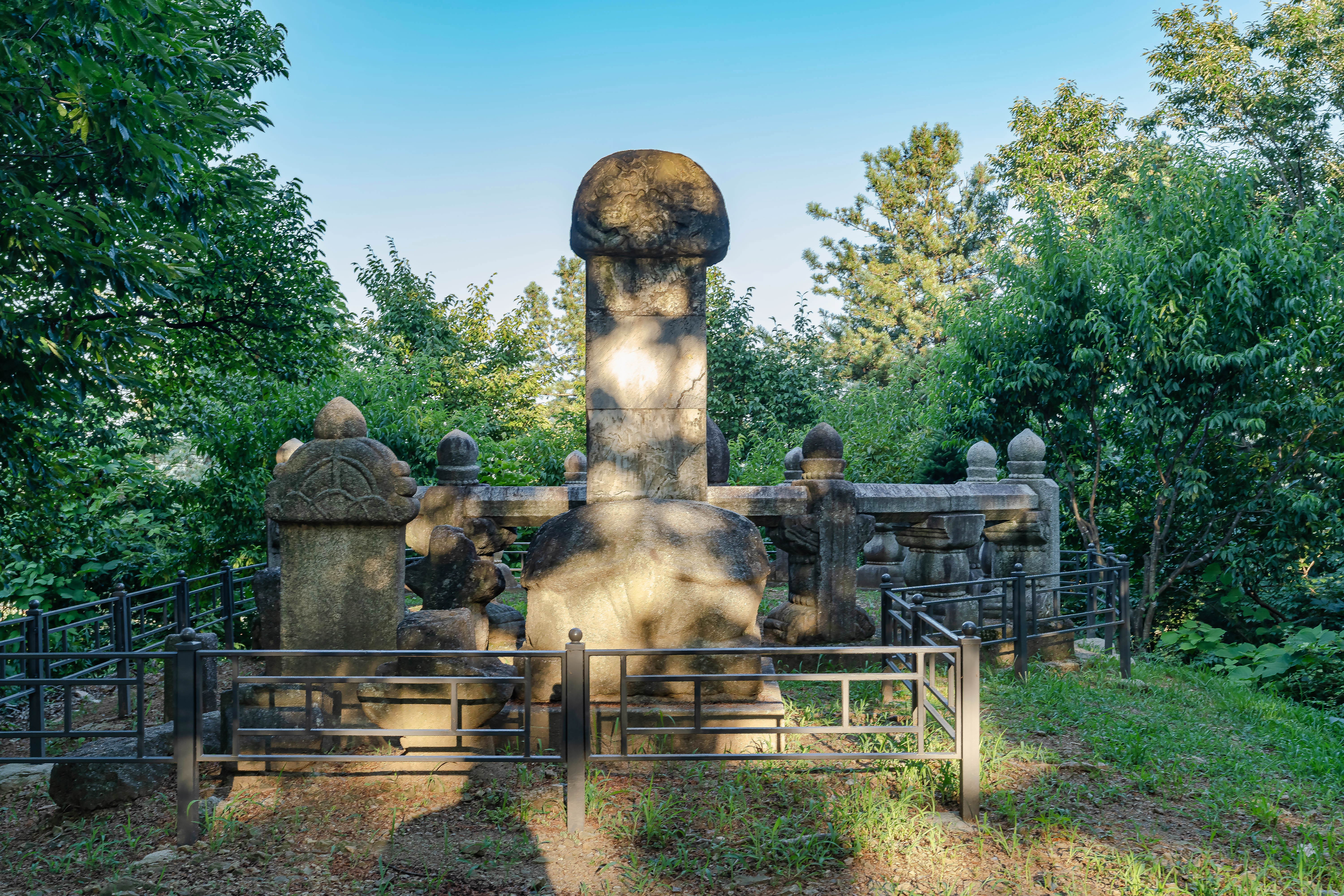
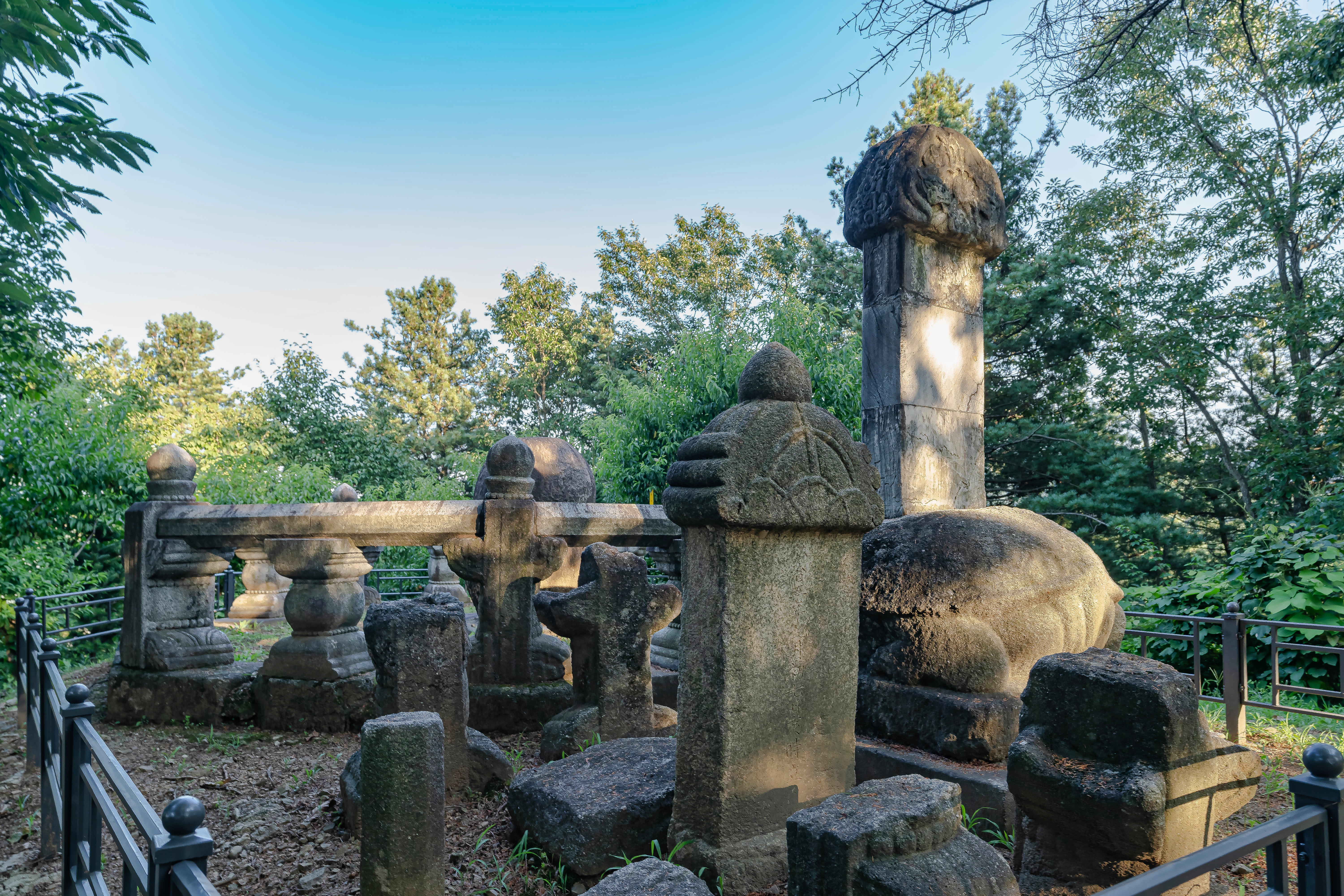
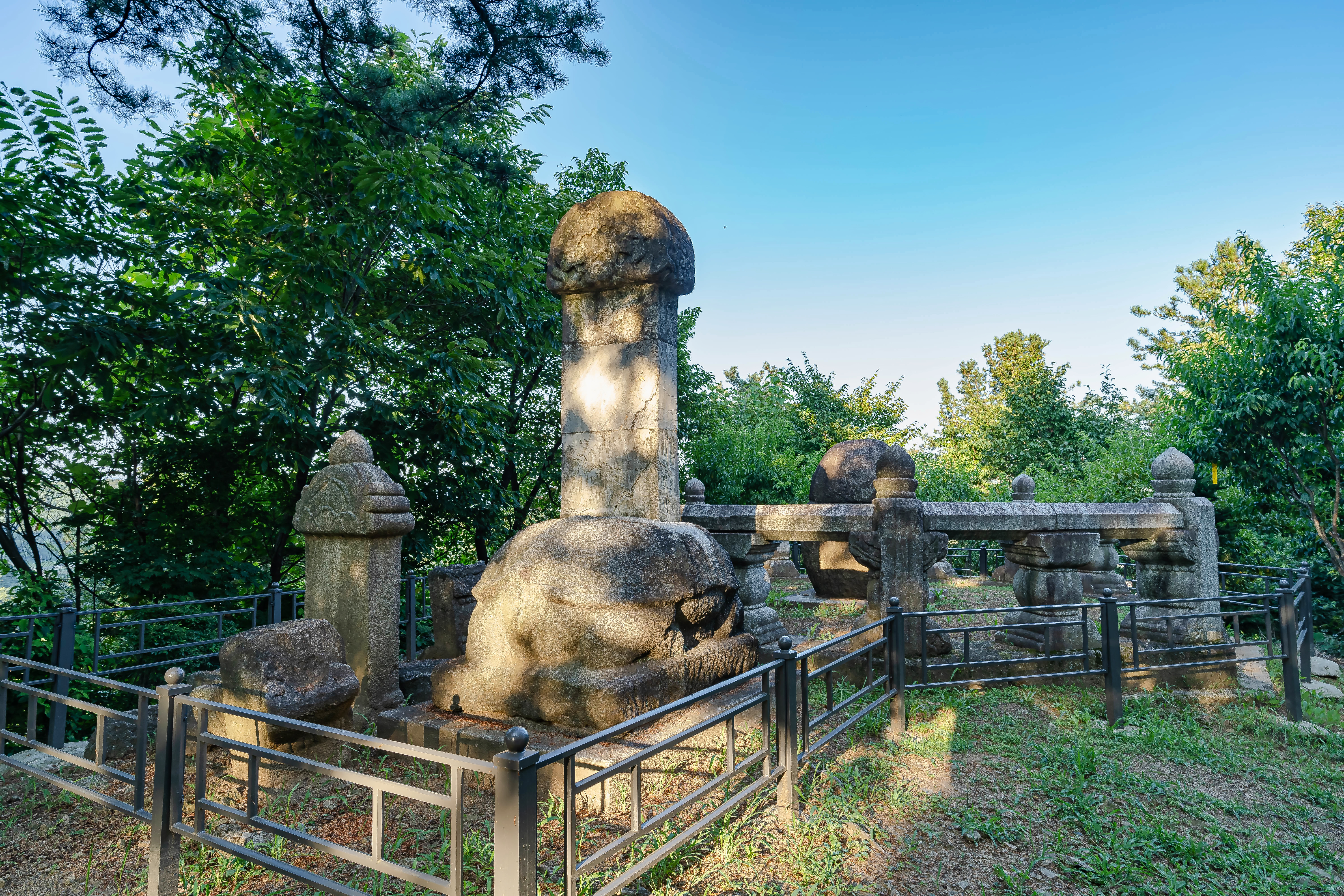
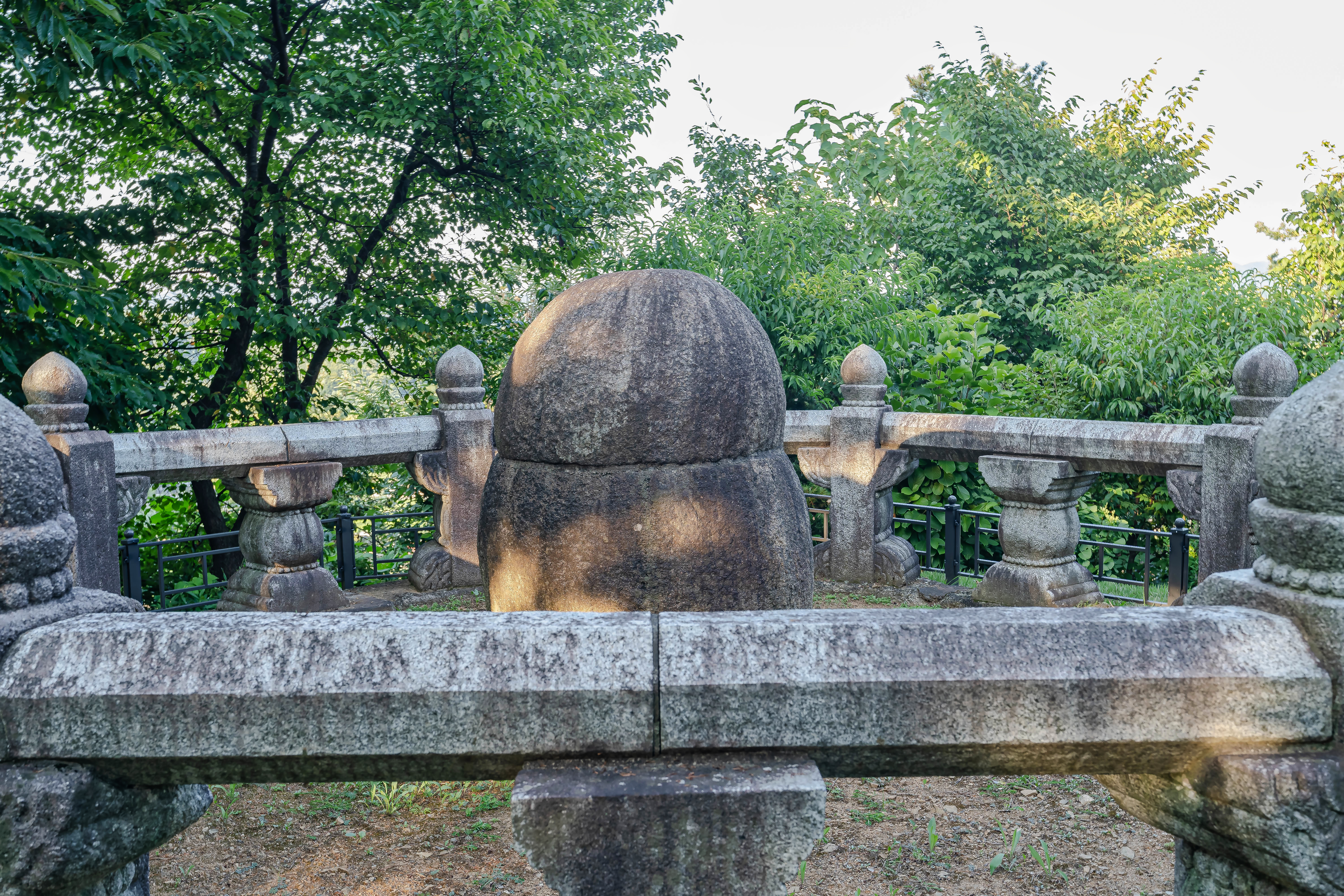
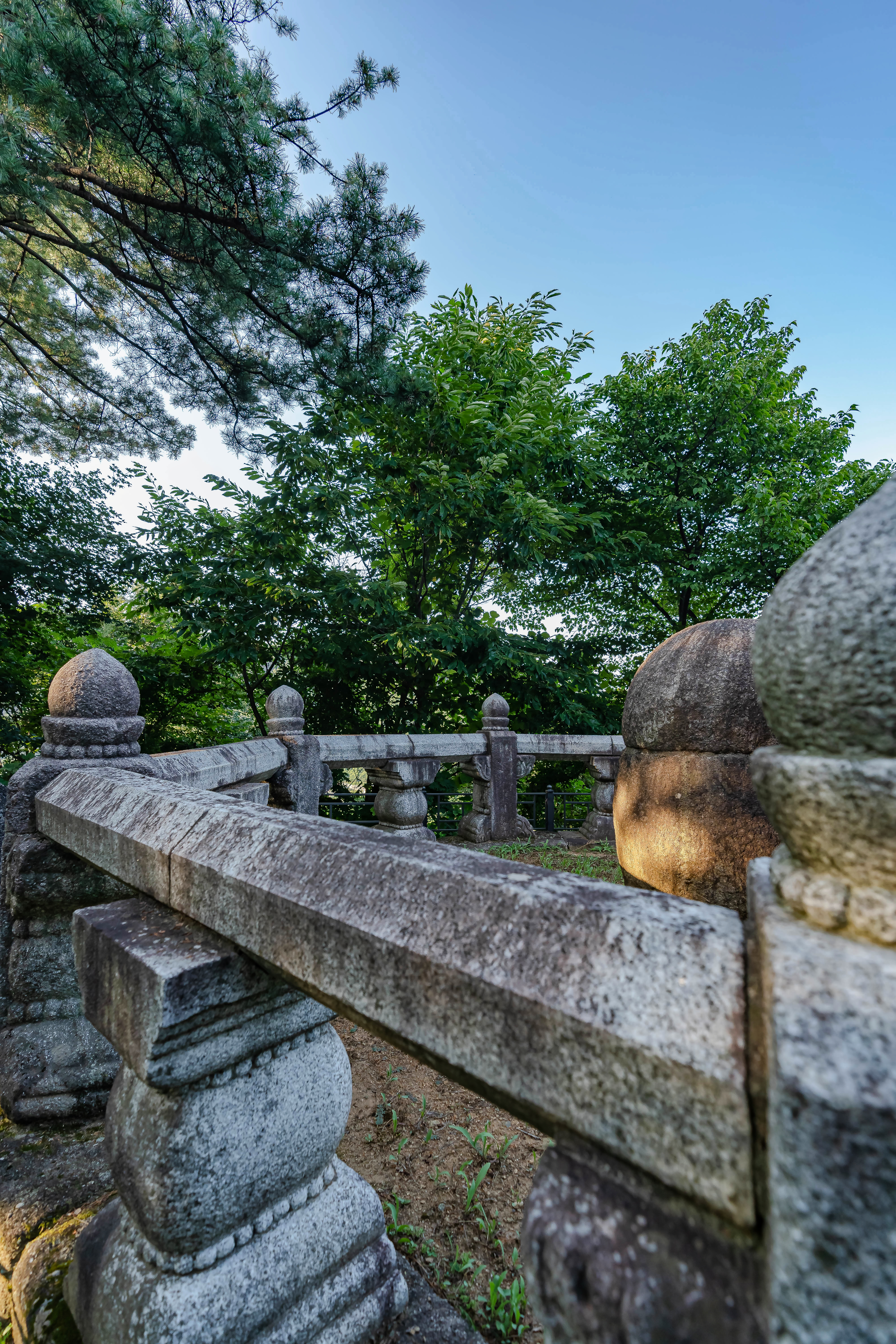
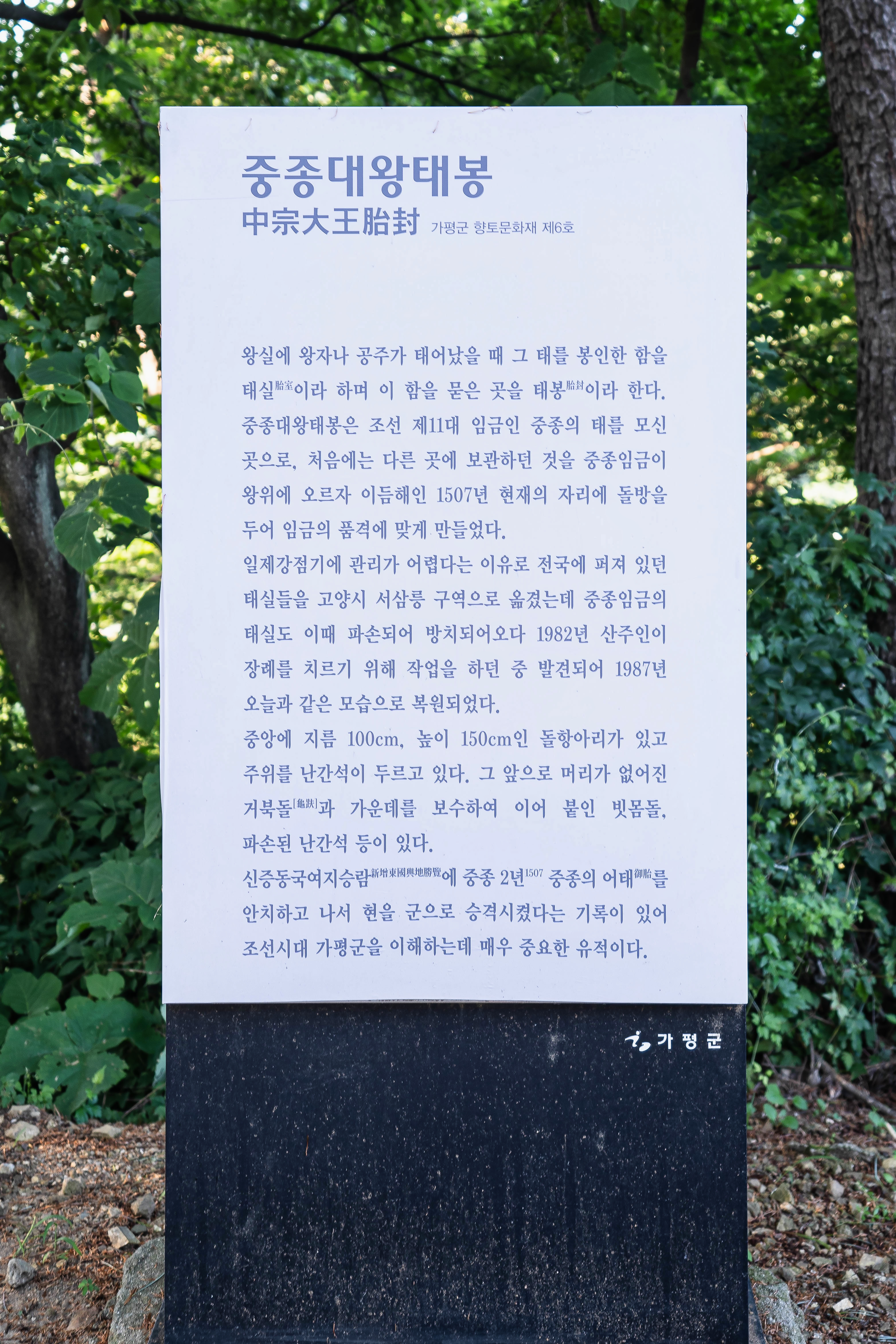

## 참고 문헌
- 중종대왕태봉 - 가평군 홈페이지
- 중종대왕 태봉 - 디지털가평문화대전
- 중종대왕 태봉 보관됨 2021-08-10 - 웨이백 머신 - 가평문화원
- 중종대왕 태봉 - 경기도메모리
- 가평의 역사와 문화) 혹시 '태봉'에 대해 알고 있나요? - 가평군 공식 블로그